# Pitirim Sorokin
Pitirim Alexandrovich Sorokin (/səˈroʊkɪn, sɔː-/; tiếng Nga: Питири́м Алекса́ндрович Соро́кин, 21 tháng 1 [lịch cũ ] năm 1889 - 10 tháng 2 năm 1968) là một nhà xã hội học và nhà hoạt động chính trị người Mỹ gốc Nga, với các đóng góp vào lý thuyết chu kỳ xã hội.

## Xuất thân
Pitirim Alexandrovich Sorokin sinh ngày 21 tháng 1 [lịch cũ ] năm 1889, tại Turya, một ngôi làng nhỏ ở Yarensky Uyezd, Thủ phủ Vologda, Đế quốc Nga (nay là Quận Knyazhpogostsky, Cộng hòa Komi, Nga), là con trai thứ hai với cha là người Nga và mẹ là người Komi. Cha của Sorokin, Alexander Prokopievich Sorokin, đến từ Veliky Ustyug và là một thợ thủ công du lịch chuyên về vàng và bạc. Còn mẹ ông, Pelageya Vasilievna, là người gốc Zheshart và thuộc một gia đình nông dân. Vasily, anh trai của ông, sinh năm 1885 và em trai của ông, Prokopy, sinh năm 1893. Mẹ của Sorokin qua đời vào ngày 7 tháng 3 năm 1894, tại làng Kokvitsa. Sau cái chết của bà, Sorokin và anh trai Vasily ở với cha, cùng ông đi khắp các thị trấn để tìm việc làm. Cùng lúc đó, Prokopy được nhận nuôi bởi dì của anh, Anisya Vasilievna Rimsky. Sau này sống với chồng, Vasily Ivanovich, ở làng Rimia. Thời thơ ấu của Sorokin, trải qua trong gia đình Komi, rất phức tạp, nhưng được bồi đắp bởi một nền giáo dục có đạo đức và tôn giáo. Những phẩm chất đạo đức (chẳng hạn như lòng hiếu nghĩa, niềm tin vững chắc vào điều thiện và tình yêu thương) được vun đắp trong Sorokin vào thời điểm đó đã mang lại thành quả trong các tác phẩm sau này.
Pitirim và cha của anh trai ông nghiện rượu. Vì điều này, cha Pitirim thường lo lắng và hoảng loạn nghiêm trọng, đến mức ông đã lạm dụng thể xác các con trai của mình. Sau khi bị đánh đập dã man để lại vết sẹo trên môi trên, Pitirim, khi mới 11 tuổi cùng với anh trai của mình, đã quyết định rằng mình muốn tự lập và không cần cha chăm sóc.
Vào đầu những năm 1900, vừa tự nuôi sống mình với tư cách là một nghệ nhân và thư ký, Sorokin theo học tại Đại học Hoàng gia Saint Petersburg ở Saint Petersburg, tại đó ông lấy bằng tốt nghiệp về tội phạm học và trở thành giáo sư.
Sorokin là một người chống cộng. Trong Cách mạng Nga ông là một thành viên của Đảng Cách mạng Xã hội, một người ủng hộ Phong trào Da trắng, và là thư ký của Thủ tướng Alexander Kerensky. Sau Cách mạng Tháng Mười, Sorokin tiếp tục chống lại các nhà lãnh đạo cộng sản và bị chế độ mới bắt giữ nhiều lần trước khi bị kết án tử hình. Sau sáu tuần trong tù, Sorokin được trả tự do và trở lại giảng dạy tại Đại học St.Petersburg, trở thành người sáng lập khoa xã hội học tại trường đại học này. Vì là một nhà lãnh đạo trong số những Đảng viên Dân chủ dẫn đến Cách mạng Nga, nên ông đã được các lực lượng của Lenin tìm kiếm sau khi Lenin củng cố quyền lực của mình.
Các ghi chép về các hoạt động của Sorokin vào năm 1922 khác nhau; ông có thể đã bị chính quyền Xô Viết bắt và lưu đày, hoặc ông có thể đã phải lẩn trốn hàng tháng trời trước khi trốn thoát khỏi Nga. Sau khi rời Nga, ông di cư đến Hoa Kỳ, tại đây ông nhập tịch vào năm 1930. Sorokin được đề nghị nhận một vị trí Đại học Harvard, thành lập Khoa Xã hội học và trở thành một nhà phê bình lớn tiếng đối với đồng nghiệp của mình, Talcott Parsons. Sorokin là một người phản đối nhiệt thành chủ nghĩa cộng sản, thứ mà ông coi là "sâu bọ của loài người", và giữ chức phó của Quốc hội Lập hiến Nga.
Sorokin là giáo sư xã hội học tại Đại học Minnesota từ năm 1924 đến năm 1940 khi ông nhận lời mời làm việc của hiệu trưởng Đại học Harvard, nơi ông tiếp tục làm việc cho đến năm 1959. Một trong những học trò của ông là nhà văn Myra Page.

## Cảm hứng
Năm 1910, chàng trai trẻ Sorokin đã bị chấn động đến tận cùng bởi cái chết của nhà văn Nga Lev Tolstoy. Trong bài báo 'LN Tolstoy với tư cách là một triết gia' (1912), ông đã thực hiện việc tái tạo lại giáo lý tôn giáo và đạo đức của Tolstoy, mà ông coi là đại diện triết học của một hệ thống hài hòa và hợp lý (Sorokin, 1912: 80–97). Sự giảng dạy của Tolstoy đã vượt quá giới hạn thông thường của triết học truyền thống và lan tỏa thành một loại triết học đạo đức nhất định, điều này đã thu hút Sorokin vô cùng. Ông đã chỉ ra cấu trúc của sự giảng dạy của Tolstoy bằng cách đặt nó vào 'truyền thống của bốn vấn đề triết học vĩ đại: bản chất của thế giới; bản chất của bản ngã; vấn đề nhận thức và vấn đề giá trị '(Johnston và cộng sự, 1994: 31). Theo Tolstoy, Chúa là cơ sở tồn tại của chúng ta và tình yêu là con đường dẫn đến Chúa. Sorokin đã đưa ra những nguyên tắc chính hình thành nền tảng đạo đức Cơ đốc của Tolstoy: nguyên tắc yêu thương, nguyên tắc bất bạo động chống lại cái ác và nguyên tắc không làm điều ác. Ông đã tuân thủ những nguyên tắc này trong suốt cuộc đời của mình, điều này được thể hiện trong suốt bài viết này.